# Scilla oubangluensis
Scilla oubangluensis är en sparrisväxtart som beskrevs av Henri Hua. Scilla oubangluensis ingår i släktet blåstjärnesläktet, och familjen sparrisväxter. Inga underarter finns listade i Catalogue of Life.